# Pequeño Recorrido

Señalización de un sendero de Pequeño Recorrido PR

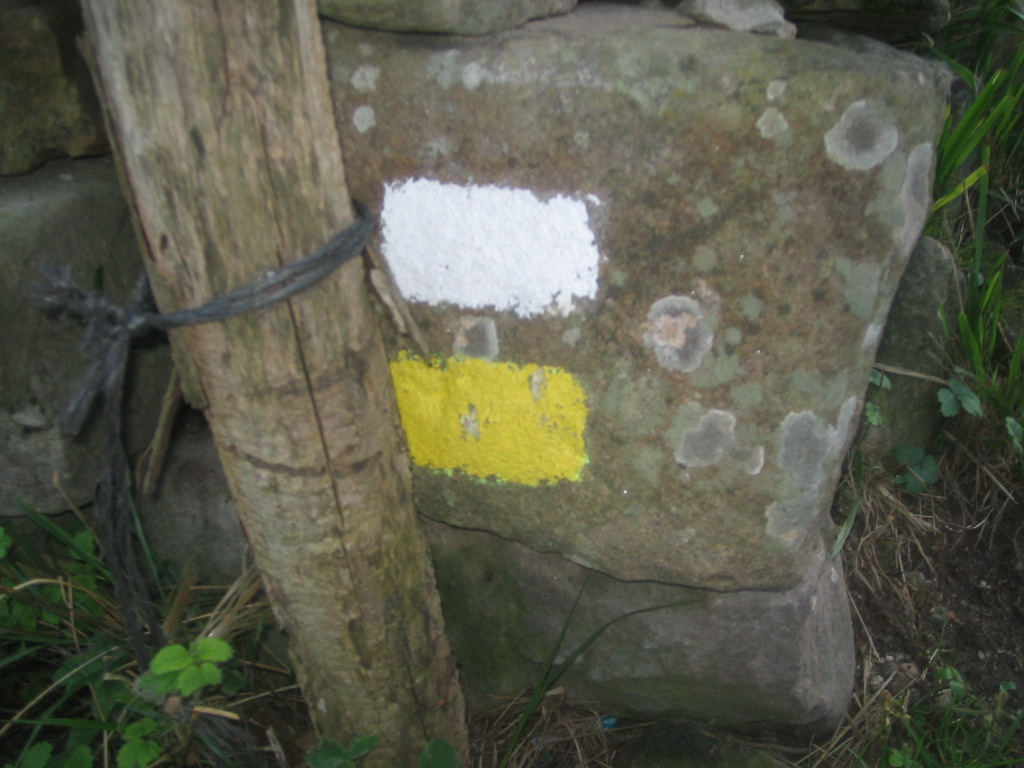
Ejemplo de «Continuidad del sendero», en Yermo (Cantabria).

Los senderos balizados como de Pequeño Recorrido (PR) son rutas de senderismo en España que tienen una distancia comprendida entre los 10 y los 50 km de distancia. En ocasiones puede tener menos de 10 km debido al desnivel, dificultad, etc. Se tarda una o dos jornadas en caminar sobre ellos. Están señalizados con marcas horizontales de pintura blanca y amarilla. La homologación, señalización, creación y difusión de estos recorridos los llevan a cabo las federaciones de montañismo autonómicas de acuerdo a las cesiones de marcas mediante convenio con la Federación Española de Deportes de Montaña y Escalada.

## Andalucía
| - Provincia de Almería - PR-A 12. Sendero del Sauco - Alcóntar - PR-A 14. Sendero de la Cuesta Blanca. De Sierro a Bacares - PR-A 15. Circular de Abrucena - PR-A 16. Cañada de los Arquillos y Cordel de la Solana - Alboloduy - PR-A 35. Senda Monterrey - Laujar de Andarax - PR-A 36. Senda Hidroeléctrica - Laujar de Andarax - PR-A 37. Senda Aguadero - Laujar de Andarax - PR-A 97. Karst de Yesos de Sorbas - PR-A 113. Circular con variantes "Sierra de Gádor". Aldea de Celín en Dalías - PR-A 117. Taberno – El Picacho - Taberno - PR-A 120. Camino de Enix - PR-A 144. Sendero Circular, Los dosmiles meridionales de Sierra de Gádor - Dalías - PR-A 145. Sendero de Castala - PR-A 146. Cortijo Blanco - Castala - PR-A 154. Senda de Cerrón - Dalías - PR-A 230. Las Palomas El Ejido - PR-A 248. Sendero del Morrón del Castañar y Río Chico - Ohanes - PR-A 249. Sendero del Camino de la Sierra - Ohanes - PR-A 257. Camino del Poyo - Líjar - PR-A 296. Los Pradillos - PR-A 297. El Castillejo - PR-A 303. Camino La Jairola-Castillejo | - Provincia de Granada - PR-A 24. Sendero de la Vereda de la Estrella. Güéjar Sierra - Maitena - Barranco de San Juan - Vereda de la Estrella - Cueva Secreta - PR-A 25. Sendero "Cádiar - Mecina Bombarón" - PR-A 32. El sendero "La Contraviesa" - PR-A 98. Sendero de García Lorca. Fuente Vaqueros - Granada - PR-A 109. Sendero de las Encinas. (Mecina Bombarón - Yegen) - PR-A 110. Sendero de la Salud. (Yegen) - PR-A 111. Sendero de la Acequias. Circular. (Mecina Bombarón) - PR-A 112. Sendero de Gerard Brennan. Circular (Yegen) - PR-A 115. Circular Gor – Cerro de Gor – Gor (comarca de Guadix) - PR-A 116. Rambla del Agua – Charches (comarca de Guadix) - PR-A 153. Los Baños de Graena – Marchal – Beas de Guadix – Paulenca (comarca de Guadix) - PR-A 155. Benalúa – Guadix. (comarca de Guadix) - PR-A 156. Benalúa – Bad Lands. (comarca de Guadix) - PR-A 158. Jérez del Marquesado - Alcázar – Balsilla del Partior - Jérez del Marquesado. (comarca de Guadix) - PR-A 159. Vega de Benalúa. (comarca de Guadix) - PR-A 246. Sendero Fuente de la Gitana (La Peza) – Fábrica de la luz (Guadix) - PR-A 247. Sendero La Calahorra – Aldeire – A.R. La Rosandra. (Guadix) - PR-A 299. Ruta Medieval, Alpujarra |

## Canarias

### Tenerife
Pequeños Recorridos en Tenerife:
| - PR-TF 2. Taborno - Pico del Inglés - Valleseco - PR-TF 5. Chamorga - Igueste de San Andrés - PR-TF 5.1. Igueste de San Andrés - El Semáforo - PR-TF 6. Circular Chamorga-Las Palmas (Anaga)-El Draguillo - PR-TF 6.1. Variante de Tafada - PR-TF 6.2. Playa del Roque de las Bodegas - El Draguillo - Almáciga - PR-TF 6.3. Camino del Paso del Hediondo - PR-TF 8. Afur - Taganana - Afur - PR-TF 10. Cruz del Carmen - Punta del Hidalgo - PR-TF 10.1. Las Escaleras - Las Carboneras - PR-TF 35. Mamio - Pinolere - PR-TF 35.1. La Caldera - Casa del Agua - Pinolere - PR-TF 35.2. Ruta del Agua - PR-TF 35.3. Llano de Los Corrales - Pinolere - PR-TF 40. Ladera de Tigaiga - PR-TF 40.1. Camino Punta del Risco - PR-TF 43. Garachico - Montaña Chinyero - PR-TF 43.1. San José de Los Llanos - Montaña Chinyero - PR-TF 43.2. Los Partidos de Franquis - Chinyero - PR-TF 43.3. Santiago del Teide - Montaña Chinyero - PR-TF 51. San José de Los Llanos - Punta de Teno | - PR-TF 52. Erjos - Las Portelas (Monte del Agua) - PR-TF 52.1. Monte del Agua por Las Huertas - PR-TF 52.2. Monte del Agua por Las Lagunetas - PR-TF 53. Los Silos - Cuevas Negras - Erjos - PR-TF 53.1. Cuevas Negras - Tierra del Trigo - PR-TF 54. Los Silos - Las Moradas - Monte del Agua - PR-TF 55. Los Silos - Talavera - El Palmar - PR-TF 56. El Palmar - Cumbre de Bolico - PR-TF 57. Callejón de Teno - PR-TF 58. Camino del Risco - PR-TF 59. Las Portelas - Masca - PR-TF 65. Santiago del Teide - Puerto de Santiago - PR-TF 70. Guía de Isora - Tágara - Boca Tauce - PR-TF 72. Vilaflor - Paisaje Lunar - Vilaflor - PR-TF 83. Altos de Granadilla - PR-TF 83.1. Las Vegas - Los Escurriales - PR-TF 83.2. Camino de La Corredera - PR-TF 86. Villa de Arico - Cumbre de Arico - PR-TF 86.1. Ortiz - La Puente (Zona de Escalada) - PR-TF 86.2. Arico Nuevo - Área Recreativa El Contador - PR-TF 86.3. La Sabinita - Tamadaya - SL-TF 81. Camino La Orilla del Monte |

### La Palma
Pequeños Recorridos en La Palma:
| - PR-LP 1. Santa Cruz de La Palma – Puerto de Tazacorte - PR-LP 2. La Tabladita – Santa Cruz de La Palma - PR-LP 2.1. El Corchete - PR-LP 2.2. Ruta de Los Molinos - PR-LP 2.3. Barranco de La Madera - PR-LP 3. Pico de La Nieve – Santa Cruz de La Palma - PR-LP 3.1. Montaña de Tagoja – Santa Cruz de La Palma - PR-LP 3.2. Fuente de Olén – Casa del Monte - PR-LP 4. Roque de los Muchachos – San Juan de Puntallana - PR-LP 4.1. Cruce de Tenagua – PR-LP 4 - PR-LP 5. Fuente Vizcaína – La Galga - PR-LP 5.1. Cubo de La Galga - PR-LP 6. Los Sauces – Los Tilos - PR-LP 7. Pico de La Cruz – Los Sauces - PR-LP 7.1. Las Cabezadas – Los Tilos - PR-LP 8. Pico de La Cruz – Barlovento - PR-LP 9. Los Andenes – Santo Domingo de Garafía - PR-LP 9.1. Roque del Faro - PR-LP 9.2. La Zarza | - PR-LP 10. La Traviesa: La Mata – Mirador Hoya Grande - PR-LP 11. Roque de los Muchachos – Puntagorda - PR-LP 12. Roque de los Muchachos – Tijarafe - PR-LP 12.1. Lomo de Las Piedras Altas – Tinizara - PR-LP 12.2. Tijarafe - PR-LP 13. Los Llanos de Aridane – Caldera de Taburiente - PR-LP 13.1. Mirador La Cumbrecita – Zona de acampada - PR-LP 13.3. Centro Visitantes Parque Nacional – Pico Bejenado - PR-LP 14. Refugio de El Pilar – El Paso - PR-LP 14.1. Lavas de San Juan - PR-LP 15. Tigalate – Jedey - PR-LP 16. Refugio de El Pilar – Playa del Hoyo - PR-LP 16.1. Cruce con el sendero PR-LP 16 – La Salemera - PR-LP 17. Camino de la Faya: Refugio del Pilar – Playa del Hoyo - PR-LP 18. Refugio de El Pilar – Los Guinchos - PR-LP 18.1. Los Cancajos – Cruz de La Pavona - PR-LP 18.2. La Calafata – Pista del Carbonero - PR-LP 19. Las Fuentes de Las Breñas: San Pedro – La Calafata - PR-LP 20. Briesta – Barlovento |

### El Hierro
Pequeños Recorridos en El Hierro:
- PR-EH 1. Camino de la Restinga, Camino el Pinar Sabinosa
- PR-EH 2. El Pinar, El Golfo, Camino del Golfo
- PR-EH 3. Camino de Isora, Las Playas Isora
- PR-EH 4. Camino de Tiñor, Puerto de la Estaca Tiñor
- PR-EH 5. Puerto de La Estaca Valverde
- PR-EH 6. La Peña, Camino del Norte
- PR-EH 7. Camino de San Andrés, Pozo de las Calcosas
- PR-EH 8. San Andrés, El Golfo por Camino de Jinama
- PR-EH 9. Piedra del Regidor, Camino ciruclar del Cres
- PR-EH 10. Camino del Pinar, Piedra del Regidor La Dehesa
- PR-EH 11. San Andrés, Ruta del agua

## Cantabria
| - PR-S 1, Camino meridional del Embalse del Ebro - PR-S 2, Camino de Áliva - PR-S 3, Camino de Arceón - PR-S 4, Camino de Pasanéu - PR-S 5, Camino de Piasca - PR-S 6, Camino de Cereceda - PR-S 7, Camino de Valdebaró - PR-S 8, Camino del Duje - PR-S 10, Camino de Bucebrón - PR-S 11, Camino de las Cabeceras de Alisas - PR-S 12, Camino de la Piluca - PR-S 13, Camino de Hoyo Masayo - PR-S 14, Camino de Val del Asón - PR-S 15, Camino de la Cascada de Somo - PR-S 16, Camino de los Puertos de Pembes - PR-S 17, Pico Castillo - PR-S 18, Pico la Capía - PR-S 19, Circuito de Corrobárceno - PR-S 20, Camino de la Sía - PR-S 21, Camino de Fresnedo y Herada - PR-S 22, Camino de las Cuevas de Ramales - PR-S 23, Camino del Picón del Carlista - PR-S 24, Circuito de los Picos de Busampiro - PR-S 25, Ruta de los Pozos de Noja - PR-S 26, Ruta de las Minas de Pámanes - PR-S 27, Ruta de los macizos del Miera - PR-S 28, Ruta de los barrios de Penagos - PR-S 29, Ruta de los barrios y alrededores de Liérganes - PR-S 30, Ruta de Pagüenzo - PR-S 31, Ruta de los Aguayos - PR-S 32, Vallejo Rucandano - PR-S 33, Ruta de Somaloma | - PR-S 34, Ruta de los Pueblos Abandonados - PR-S 35, Los Pueblos de Valdeolea - PR-S 36, Ruta de los pueblos de Bricia - PR-S 37, Arroyo Troncos - PR-S 38, Ruta de Valcabao - PR-S 39, Puertos de Fuentes - PR-S 40, Vuelta al Valle de Campoo - PR-S 41, Pico Jano - PR-S 42, Monte Canales - PR-S 43, Navajos - PR-S 44, Valle de Anievas - PR-S 45, Ruta de Brañazarza - PR-S 46, Ruta del Mozagro - PR-S 47, Monte Tejas - PR-S 48, Monte Dobra - PR-S 49, Faros y Acantilados del Buciero - PR-S 50, Culminaciones del Buciero - PR-S 51, Tradición pesquera y fuertes napoleónicos - PR-S 53, Hayal de Aloños - PR-S 54, Alto Caballar de Villafufre - PR-S 55, Castril Negro - PR-S 56, Río Rubionzo y Robledal Zarrizuela - PR-S 57, La huella del ferrocarril - PR-S 58, La cabecera del Suscuaja - PR-S 59, La pasieguería de Selaya - PR-S 60, Subida a Porracolina - PR-S 61, Ruta de los Menhires - PR-S 66, Ruta de Hondojón - PR-S 67, Los cabañales de Pisueña - PR-S 68, Las cabeceras de Selaya - PR-S 69, Nacimiento del río Pisueña - PR-S 70, El Robledal de Todos y Cubía - PR-S 71, Los Picones de Sopeña |

## Castilla y León
| - Provincia de Ávila - PR-AV 1 Cebreros - Puente de San Marcos - Cebreros 20 km - PR-AV 2 Cebreros - Fuente del Cerro Garrn - Fuente de la Lastrilla - Cebreros 16 km - PR-AV 3 Sendero de Cebreros (Cebreros - Cañada Real - Arroyo Pajares - Cebreros 20 km - PR-AV 4 Cebreros - Los Cuartejones - Fuente del Piojo - Cebreros 22 km - PR-AV 5 Cebreros - La Guija - El Pinar Ermita de Valsordo - Valmoscoso - Cebreros 22 km - PR-AV 6 Cebreros - Fte. de las Heras de Villalba - Casa de las Carcabas - Cebreros 22 km - PR-AV 7 Cebreros - Pino de la Linterna - Villalba - Arroyo del Cerezo - Cebreros 16 km - PR-AV 8 Cebreros - La Estaquilla - Tenada de Ganado - Cebreros 14 km - PR-AV 12 La Cendra del Espino 15.7 km - PR-AV 13 Los Bonales 10 km - PR-AV 14 El Tejar 11.2 km - PR-AV 15 Senda de La Ruba 7 km - PR-AV 16 Senda de la Garganta de Bohoyo (Parque Regional de la Sierra de Gredos) - PR-AV 17 Senda de la Laguna Grande (Parque Regional de la Sierra de Gredos) - PR-AV 18 Senda del Puerto del Peón 11.7 km - PR-AV 19 Senda del Pinar de Navarredonda 3 km - PR-AV 20 Senda ecológica 16 km - PR-AV 21 Pozo de la Nieve 3.7 km - PR-AV 22 Cerro de la Escusa 6 km - PR-AV 23 Toros de Guisando 3 km - PR-AV 35 Cinco Lagunas 10.2 km - PR-AV 36 Laguna del Barco (Parque Regional de la Sierra de Gredos) - PR-AV 37 Senda del Torozo 5.1 km - PR-AV 38 Garganta de Navamediana 7.2 km - PR-AV 39 Laguna de la Nava (Parque Regional de la Sierra de Gredos) - PR-AV 40 Laguna de los Caballeros (Parque Regional de la Sierra de Gredos) - PR-AV 41 Laguna del Duque (Parque Regional de la Sierra de Gredos) - PR-AV 43 Carril de Los Galayos 6.5 km - PR-AV 45 Puerto del Arenal 9.2 km - PR-AV 46 Puerto de Candeleda 14.7 km - PR-AV 47 Sillao de la Peña 7.7 km - PR-AV 51 Alto Aravalle 14.2 km - PR-AV 52 Camino de San Gregorio 4 km - PR-AV 53 Cerro de las Víboras 3.4 km - PR-AV 54 El Castañar 3.5 km - PR-AV 58 Ruta de los Lavaderos - PRC-AV 59, Ruta de La Calzada Romana y Bardera - PRC-AV 60, Ruta de Los Regajos de Navalmoral de la Sierra - Provincia de Burgos - PR.C.-BU 1, Cañón del Ebro y Hoces del Rudrón (Valdelateja-Cortiguera-Pesquera de Ebro) - PR.C.-BU 2, Cañón del Ebro y páramos (Quintanilla Escalada-Pesquera de Ebro-Turzo-Orbaneja del Castillo) - PR.C.-BU 3, Valles románicos (Moradillo de Sedano-Quintanaloma) - PR.C.-BU 4, Valle de San Antón (Terradillos de Sedano) - PR-BU 5, Cañón del río Lobos (Hontoria del Pinar-Aldea del Pinar) - PR-BU 6, Cañón del río Lobos (Aldea del Pinar-Rabanera del Pinar) - PR.C.-BU 10, Neila - PR-BU 11, Rabanera del Pinar - PR-BU 15, Raíces de Castilla (Poza de la Sal-Oña-Frías) - PR-BU 30, Monte Hijedo - PR-BU 42, Salto del Nervión - Provincia de León - PR-LE21, Mirva-Rabanal (Parque Regional de Picos de Europa) - PR-LE26, Lago Ausente (Parque Regional de Picos de Europa) - PR-LE27, Entrevados-Valle de Pinzón (Parque Regional de Picos de Europa) - PR-LE29, Picos de Mampodre (Parque Regional de Picos de Europa) - PR-LE31, Monte Ranedo (Parque Regional de Picos de Europa) - PR-LE32, Liegos-Acebedo (Parque Regional de Picos de Europa) - PR-LE34, Arbillos (Parque Regional de Picos de Europa) - PR-LE35, Corral de los lobos (Parque Regional de Picos de Europa) - PR-LE48, Monte La Boyería (Parque Regional de Picos de Europa) | - Provincia de Salamanca - P.R. SA-1, Vilvestre-Las Viñas-Vilvestre (Parque natural de Arribes del Duero) - P.R.C. SA-2, Valdobarco-Valdobarco (Parque natural de Arribes del Duero) - P.R.C. SA-3, 1.ª Opción: Peña la Batueca-Montegudín-Peña la Batueca(Parque natural de Arribes del Duero) - P.R.C. SA-3, 2.ª Opción: Cruz de los Baños-Montegudín-Cruz de los Baños(Parque natural de Arribes del Duero) - P.R.C. SA-4, Las Piñeras-La Corona-Las Piñeras (Parque natural de Arribes del Duero) - P.R. SA-5, Ruta de Los Molinos (Parque natural de Arribes del Duero) - P.R. SA-6, Las Piñeras-Castillo de las Bonas-Las Piñeras (Parque natural de Arribes del Duero) - P.R. SA-7 “Ruta de los miliarios” (Circular) en el Municipio de Montemayor del Río (SALAMANCA), entre la Sierra de Béjar y la Sierra de Francia, declarado Conjunto Histórico Artístico en el año 1982 Tiene una extensión de unos 12 kilómetros, para realizarla más o menos en 3 horas (más los descansos), señalizado con unas balizas blancas y amarillas. Tiene un desnivel de unos 97 metros. - Provincia de Soria - PR-SO-BU-65, Senda del Río (parque natural del Cañón del Río Lobos) - PR-SO-6, Senderos por las sierras del Noroeste soriano (parque natural del Cañón del Río Lobos) |

## Comunidad de Madrid
| - PR-M 1 Circular a La Pedriza - 25 km - PR-M 2 De La Pedriza a Cuerda Larga (a PR-M 11) - 10,5 km - PR-M/SG 3 Peñalara y Claveles (pto. de Cotos - pto. de los Neveros) - 8 km - PR-M/SG 4 La Mujer Muerta (Cercedilla - Puerto de Pasapán) - 19 km - PR-M/SG 5 Camino Schmidt (Chalet de Peñalara - pto. Navacerrada) - 7 km - PR-M 6 Senda Victory (Los Corralillos - Pradera de Navarrulaque) - 3 km - PR-M 7 Senda de los Alevines (Collao Ventoso - Navarrulaque) - 3,5 km - PR-M 8 Senda Herreros (pto. Navacerrada - Navarrulaque) - 6,2 km - PR-M/SG 9 Camino de los Tres Collados (Albergue Peñalara - La Losa) - PR-M/SG 10 Rascafría - Real Sitio de San Ildefonso - PR-M 11 Cuerda Larga - PR-M 12 Soto del Real - Alameda del Valle - PR-M 13 La Sierra de la Cabrera - PR-M 14 La Sierra de Patones - PR-M/SG 15 Pto. de Cotos - La Granja - PR-M 16 La Maliciosa (por la cuerda de los Porrones) - PR-M 17 La Barranca - pto. de Navacerrada - PR-M 18 El río Manzanares (curso alto) - PR-M 19 La Acebeda (camino circular) - PR-M/SG 20 Pto. Malangosto (Oteruelo - Sotosalbos o Torrecaballeros) - PR-M 22 Abantos (Circular) - PR-M 23 Pto. Somosierra - Horcajuelo de la Sierra - PR-M 24 La Hiruela - PR-M 25 Puerto de Cotos - El Paular (Por la Angostura y río Lozoya) | - PR-M 26 La Barranca - La Maliciosa - PR-M 27 Pto. de Cotos - Cabezas de Hierro - PR-M 28 Pinilla del Valle - Canencia - PR-M 29 Canencia - Garganta de los Montes - PR-M 30 Pto. los Leones - pto. Fuenfría - PR-M/SG 31 La Loma del Noruego (La Bola del Mundo - pto. de Cotos) - PR-M/SG 32 Pto. de los Neveros - pto. Navafría - PR-M/SG 33 Pto. Navafría - pto. de la Acebeda - PR-M/SG 34 Pto. La Acebeda - pto. Somosierra - PR-M 35 Rascafría - pto. Calderuelas - PR-M 36 Titulcia - Fuentidueña de Tajo - PR-M 37 Titulcia - Cerro de los Ángeles - PR-M 38 Braojos de la Sierra - Puerto de Peña Quemada - PR-M 40 Circular Paracuellos de Jarama - PR-M 41 Lagunas y Belvis de Jarama Paracuellos de Jarama - Belvis del Jarama - PR-M 42 Leganitos - Barranco de las Viñas Paracuellos de Jarama - PR-M 43 Leganitos - Cerro de la Mesilla Paracuellos de Jarama - PR-M 44 El Lavadero y Las Guindaleras Paracuellos de Jarama - PR-M 45 El Pinar de los Berrocales Paracuellos de Jarama - PR-M 46 Los Valles y Las Peñuelas Paracuellos de Jarama - PR-M 48 Garganta de los Montes (PR-M 29) - El Cuadrón (Cañada del Chaparral) |

## Comunidad Valenciana

### Provincia de Alicante
- PR-CV 2 Cabeçó d'Or
- PR-CV 3 Pinoso - Tresfonts
- PR-CV 4 Banyeres de Mariola
- PR-CV 9 Sella - Benimantell
- PR-CV 10 Sella - Benifato
- PR-CV 12 Finestrat - Sella
- PR-CV 13 Finestrat - Polop
- PR-CV 15 Polop - Barranc del Salt - Polop
- PR-CV 16 Polop - El Ponotx
- PR-CV 17 Polop - Collado del Llamp y Pouet - Polop
- PR-CV 18 Guadalest - Cumbre de la Xortà.
- PR-CV 19 Guadalest - Castell de Castells.
- PR-CV 20 Puerto dels Tudons - Cumbre de Aitana.
- PR-CV 21 Puerto dels Tudons - Benifato
- PR-CV 22 Puerto dels Tudons - Confrides
- PR-CV 23 Quatretondeta - Benasau.
- PR-CV 24 Quatretondeta - El Plà de la Casa.
- PR-CV 25 Elda - Salinas - Elda.
- PR-CV 26 Ibi - Serra del Menejador - Ibi.
- PR-CV 27 Cocentaina - Agres.
- PR-CV 28 Xorret de Catí - Cumbre del Despenyador.
- PR-CV 29 Xorret de Catí - Alto de la Silla del Cid.
- PR-CV 30 Xorret de Catí - Rasos de Catí o Puça
- PR-CV 31 Xorret de Catí - Alt de Guixop - Xorret de Catí
- PR-CV 32 Xorret de Catí - Cresteria del Frare - Xorret de Catí.
- PR-CV 33 Xorret de Catí - Racó Xolí.
- PR-CV 34 Xorret de Catí - Pantanet - Xorret de Catí.
- PR-CV 35 Banyeres de Mariola - Biar - Elda.
- PR-CV 36 Petrer - Alto de la Silla del Cid.
- PR-CV 37 Cocentaina - El Montcabrer - Cocentaina.
- PR-CV 45 Callosa den Sarrià - Pantano de Guadalest - Confrides.
- PR-CV 46 Callosa den Sarrià - Tàrbena - Castell de Castells.
- PR-CV 47 Callosa den Sarrià - Xirles - la Nucia.
- PR-CV 48 Fuentes de l'Algar - Fuente de Bernia.
- PR-CV 49 Senda Vella, Callosa d'Ensarrià - Castell de Castells
- SL-CV 50 Barranc de la Viuda - Cala Llebeig - Cala Moraig.
- SL-CV 50 Torre Vigía del Cap d'Or
- PR-CV 52 Sierra de la Solana.
- PR-CV 53 Sendero de Pedreguer.
- PR-CV 54 Sierra de Callosa del Segura.
- PR-CV 55 Biar - Fontanella - Sierra de Onil - Biar.
- PR-CV 59 Senda de la Muela
- PR-CV 61 Sendero de la sierra de Santa Pola.
- PR-CV 85 Castalla - Planisses - Castalla
- PR-CV 104 Molí Mató - Cava San Miguel.
- PR-CV 108 Sierra de Crevillente.
- PR-CV 109 Senda Dolça.
- PR-CV 110 Els Anouers.
- PR-CV 112 Jijona - Vivens - Jijona.
- PR-CV 127 Camí dels geladors.
- PR-CV 128 Camino del Carrascal.
- PR-CV 129 Camino de Jijona.
- PR-CV 133 Ermita de Barxell - Fuente de Moya - Preventorio
- PR-CV 141 Xorret de Catí - Casa Tàpena.
- PR-CV 142 Xorret de Catí - Playa de San Juan.
- PR-CV 143 Xorret de Catí - L'Avaiol
- PR-CV 144 El Plano - L'Avaiol
- PR-CV 145 De Serrals a Parelles per Font dels Olbis
- PR-CV 146 Camí de Ses Roques a Picassaries.
- PR-CV 147 La catedral del senderismo
- PR-CV 149 Penya el Castellet
- PR-CV 150 Sendero al Morro Blau.
- PR-CV 151 Els Arcs.
- PR-CV 155 Serra del Frare.
- PR-CV 158 Sierra del Carrascal de Parcent.
- PR-CV 159 Finca Peña Sol - El Plano
- PR-CV 160 Casa Tapena - Mas de Prats
- PR-CV 166 L'Almorquí - Les Tres Fonts.
- PR-CV 167 La Vall de Gallinera.
- PR-CV 169 Aspe - Vinalopó - Aspe.
- PR-CV 170 Ibi . Les Foies Blanques - Ibi.
- PR-CV 171 Els Calderons.
- PR-CV 179 Ruta de San Pascual.
- PR-CV 180 L'Algüeda.
- PR-CV 189 Barranco de Berlandí, Agost.
- PR-CV 195 Las Cañadas.
- PR-CV 196 Vuelta a Bolón.
- PR-CV 199 Sella - Collado Travessa - Sella.
- PR-CV 212 Xixona - Penya Migjorn - Xixona.
- PR-CV 226 Busot - Aigües.
- PR-CV 242 Itinerario de la Coca.
- PR-CV 255 Sendero de Jaime el Barbudo.
- PR-CV 269 Sendero del Ventós.
- PR-CV 270 Jijona - Pozo del Surdo.
- PR-CV 274 La Creu del Castellans - La Creueta.
- PR-CV 278 San Cayetano - El Caminanto.
- PR-CV 279 Senda de los Evangelistes.
- PR-CV 280 Sendero Cicloturista.
- PR-CV 281 Sendero la Canalosa - Peña la Mina.
- PR-CV 289 Vuelta al Puig Campana.
- PR-CV 311 Novelda - La Mola - Novelda.
- PR-CV 312 Sierra de la Villa.
- PR-CV 313 Banyeres - La Blasca - Banyeres
- PR-CV 179.1 Variante de la ruta de San Pascual.
- PR-CV 196.1 Subida al Bolón.
- PR-CV 37.1 Enlace PR-CV 37 - Ermita de San Cristóbal.
- PR-CV 52.1 Senda dels Avions.
- PR-CV 52.2 Senda del Madronyal.
- PR-CV 52.3 Senda de la Lloma Prima.
- PR-CV 53.1 Sendero de Pedreguer.
- PR-CV 53.2 Sendero de Pedreguer.
- PR-CV 53.4 L'Ocaive, Pedreguer.
- PR-CV 54.1 Ermita de la Pilarica - La Plana
- PR-CV 54.2 Ermita de la Pilarica - Pico San Bernardo
- PR-CV 54.3 Senda de la Cueva Ahumada

### Provincia de Valencia
- SL-CV 6 de la Mota a Lucena. Un paseo circular desde Enguera al mirador del valle.
- SL-CV 7 Barranco de la Carrasca. Un paseo por las montañas de Enguera
- SL-CV 17 La senda de la Mare de Déu. Caminos de montaña del Caroig.
- SL-CV 19 Senda de Gamellons. Una ruta para conocer los parajes de la Vall d'Albaida.
- SL-CV 22 El barranco del Regajo. Molinos y acequias de la Serrania.
- SL-CV 24 La ascensión al Garbí. Mirador de la Calderona al Mediterráneo.
- SL-CV 30 Las pinturas rupestres de Titaguas. Un paseo por la prehistoria de la Serrania.
- SL-CV 31 El Charco Azul y la cueva de las palomas. Interpretando la geología y los ecosistemas fluviales.
- PR-CV 38 Font de la Sangonera. Caminos tradicionales de Tavernes a les Creus
- PR-CV 39 Un balcón al Mediterráneo. La senda de la Font de la Granata a les Creus.
- PR-CV 40 Senda de los Borregos.El camino histórico dels Amoladors
- SL-CV 42 Senda dels Lladres
- SL-CV 43 Sendero de Ayelo de Rugat.
- PR-CV 43 Les Valls
- SL-CV 44 Sendero de Rugat
- SL-CV 48 Sendero del Portell
- SL-CV 49 El Vedat
- SL-CV 59 Sendero de la Sierra de Ador
- PR-CV 60 De Barx a la Drova. Por sendas de montaña al pla de les Simes
- SL-CV 60 Castell de Rebollet - Tossal Gros
- SL-CV 61 Barranc de la Fosch
- SL-CV 62 Senda de las Áreas Recreativas
- SL-CV 63 Senda verde - Alto de la Muela del Buitre
- SL-CV 66 Senda dels barrancs de l'Alcudia
- SL-CV 75 Cordel de Montesa
- SL-CV 79 Cueva del Parpalló
- SL-CV 80 Senda del Portalet
- SL-CV 88 Entre naranjos - Fuente del Sister
- PR-CV 91 La villa serrana de Chelva. La ascensión al Remedio y la rambla de Alcotas.
- PR-CV 92 Los caminos históricos del agua. De Chelva a Calles por el acueducto de Peña Cortada
- PR-CV 100 Senderos de Rótova. Los caminos de la sierra Marxuquera.
- SL-CV 100 Senda Microrreserva de les Coves
- PR-CV 105 Cerro los Molinos - Cueva Sabuquera, enlace con GR
- PR-CV 130 De Aras de los Olmos a Losilla, por el Mojón de los Tres Reinos.
- PR-CV 162 La Serra Perenxisa
- PR-CV 173 Ruta del Barranco Moreno. Las Cuevas de Calicanto
- PR-CV 174 Entre saladares y Bancales. Embalse de Contreras y parajes del río Cabriel.
- PR-CV 175 Les Rodanes. El bosque metropolitano del Turia en Villamarxant.
- PR-CV 187 Por la Serranía del Turia, de Aras de los Olmos al río Turia
- PR-CV 188 La Muela, Aras de los Olmos. De la alta Serranía a las riberas del Turia.
- PR-CV 203 El río Grande, una ruta por la prehistoria. El abrigo de Voro y el barranco del Lobo.
- PR-CV 204 Por los ríos del Caroig, del río Grande a la Casa de las Almas.
- PR-CV 205 Una ruta por el Caroig, los caminos del río Fraile al Benefetal.
- PR-CV 206 Del Planil a la Casa Alambín, sendas del caroig que conducen al GR 7.
- PR-CV 213 Una ruta circular por el Benicadell, los bosques de la umbría de les Planisses
- PR-CV 220 La senda de la Madera. Rutas para conocer el Turia
- PR-CV 222 La cumbre del Benicadell. La ruta del comercio de la nieve.
- PR-CV 234 El río Cazuma y la Gola de Lucino. Un paseo por los ecosistemas del Caroig
- PR-CV 235 Benedriz y la ruta de los 4 ríos. Caminos de montaña de Bicorp a Quesa.
- PR-CV 236 Del Benefetal al Pico Fraile. De ascensión por las cumbres del Caroig
- PR-CV 237 La ruta del Barranco Salado. El burriquet y las construcciones rurales.
- PR-CV 249 Ruta de las Aldeas.
- PR-CV 250 Ruta del Oro.
- PR-CV 251 Ruta de Otonel.
- PR-CV 252 Barranco del Francho.
- PR-CV 253 Ruta de Canillas.
- PR-CV 257 Ruta de las Bodegas.
- PR-CV 258 Ruta del Cavalló de l'Olivera.
- PR-CV 259 Ruta del barranc del Gasque
- PR-CV 260 Ruta del Fornillers.
- PR-CV 272 Sendero de la Font de la Carencia.
- PR-CV 290 Gestalgar-Balneario de Chulilla-Gestalgar.
- PR-CV 293 Ruta Íbera
- PR-CV 299 Sierra del Rubial
- PR-CV 300 Vereda Real - Senda Malviaje de Chiva
- PR-CV 301 Masias i Molinos
- PR-CV 302 Ramblas i Montañas
- PR-CV 303 De Alzira a la Casella.
- PR-CV 304 Pic de la Ratlla
- PR-CV 307 Vertientes del Río Turia
- PR-CV 310 Ruta a cerro Cardenete
- PR-CV 323 Río Arcos - Peña Blanca - Losilla de Aras
- PR-CV 334 Cruz del Cardenal
- PR-CV 335 Cavall Bernat: Itinerario Panorámico
- PR-CV 338 Venta del Moro - Jaraguas
- PR-CV 124.3 De Sinarcas al Charco Negro. Del altiplano al río Turia.
- PR-CV 124.4 Las palomarejas de Sinarcas. Rincones y parajes acuáticos.
- PR-CV 131.1 La cruz de los Tres Reinos, rutas históricas por territorios fronterizos
- PR-CV 131.2 Ruta de Cavanilles
- PR-CV 131.4 Ruta del Rodeno, la ruta fronteriza entre Aragón y Valencia
- PR-CV 131.6 Ruta del Bohilgues y del Val.
- PR-CV 131.8 El techo de la Comunidad, ruta del alto de las Barracas o del Cerro Calderón.
- PR-CV 131.9 Ruta de los Barrancos, de Sesga al río Turia por la ruta de los Barrancos.
- SL-CV 17.1 El castell de Penyarroja y la senda Vedà. Entre la montaña y la ribera del Xúquer.
- SL-CV 17.2 El Murteral y el puntal del Morico. De las montañas a la ribera del Xúquer.
- PR-CV 177.1 El Hontanar, Utiel.
- PR-CV 177.2 El Negrete, Utiel.
- PR-CV 177.3 La Mazorra, Utiel.
- PR-CV 213.1 Caminos del Benicadell, la senda de Beniatjar a les Fontetes.
- PR-CV 213.2 Parajes y fuentes del Benicadell. De les Fontetes a la casa de Planisses
- PR-CV 213.3 La ascensión a la cima del Benicadell. Un paseo por la umbria y la nevera.
- PR-CV 213.4 De Ràfol de Salem al Benicadell. La senda de les Planisses y del Portet

### Provincia de Castellón
- PR-CV 1 Culla - Villafranca del Cid - Sant Miquel de la Pobla
- SL-CV 14 El Barranco de la Maimona
- SL-CV 33 Cinctorres - Els Bassis - Cinctorres
- SL-CV 34 Cinctorres - Portell de Morella - Cinctorres
- SL-CV 35 Cinctorres - Mas de Collet - Cinctorres
- SL-CV 36 Cinctorres - Ermita de Sant Pere - Cinctorres
- PR-CV 63 Mas de Noguera - Caudiel - Mas de Noguera
- SL-CV 64 Sant Pere de Castellfort
- PR-CV 105 Cerro los Molinos - Cueva Sabuquera, enlace con GR 10
- PR-CV 120 Ruta de las Ermitas
- PR-CV 161 Les Moles
- PR-CV 164 Font del Nogueret - Font de Cabres
- PR-CV 178 Senda de la Cueva Santa
- PR-CV 194 Sendero d'Irta
- PR-CV 201 Ruta del Molí Vell
- PR-CV 202 Ruta de Sant Cristòfol
- PR-CV 215 Morella-Herbeset
- PR-CV 216 Morella-Xiva de Morella
- PR-CV 217 Xiva de Morella-Forcall
- PR-CV 228 Muela de la Todolella
- PR-CV 230 El Santuario de la Balma
- PR-CV 241 Cueva de La Vall d'Uixo
- PR-CV 308 Castellfort-Cinctorres (Mas dEn Costa)
- PR-CV 309 Castellfort-Vilafranca del Cid
- PR-CV 314 La Peña Saganta
- PR-CV 316 Sendero del Piló de la Creu
- PR-CV 194.1 Vistahermosa
- PR-CV 194.2 Senda de la Mola
- PR-CV 194.3 Senda del Pebret
- SL-CV 65.1 Antic Camí de d'Atzeneta a Culla

## Galicia[5][6]

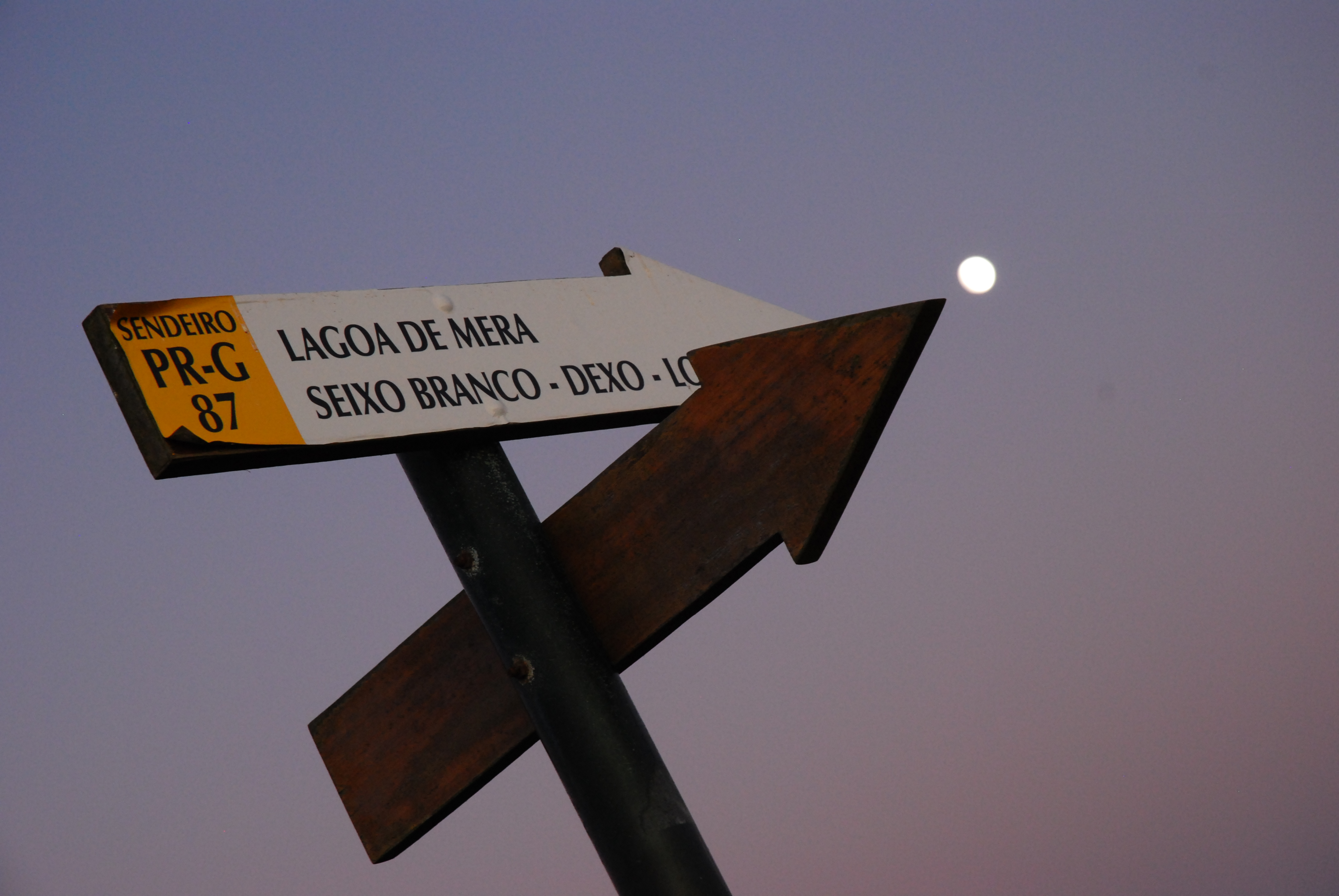
Carteles indicativos en la Punta de Mera

| - PR-G 1, (Pontevedra) O Galiñeiro - PR-G 2, (Pontevedra) Monte Aloia - PR-G 4, (Orense) Camiño Real de San Pedro de Rocas - PR-G 5, (Pontevedra) Río Eifonso - PR-G 6, (La Coruña) Ruta da Batalla de Brión, (deshomologada) - PR-G 7, (Pontevedra) Ruta do faro, (deshomologada) - PR-G 8, (Lugo) Morgallón - Río Sor - Morgallón - PR-G 9, (Pontevedra) Alba - Outeiros, (deshomologada) - PR-G 10, (La Coruña) Subida al Monte Muralla (deshomologada) - PR-G 11, (La Coruña) Río Tambre - Devesa do Nimo, (deshomologada) - PR-G 12, (La Coruña) Monte San Lois, (deshomologada) - PR-G 13, (Lugo) Souto de Agüeira, (deshomologada) - PR-G 14, (Lugo) Ruta do Loio - PR-G 15, (La Coruña) Subida al Monte Muralla - PR-G 16, (La Coruña) Circular de Neda, (deshomologada) - PR-G 17, (La Coruña) Arredor de Cambre - PR-G 18, (Pontevedra) Sendero do río Deza, (deshomologada) - PR-G 19, (Pontevedra) Tuy - Candelas - Tui, (deshomologada) - PR-G 20, (Pontevedra) Circular de Cuntis, (deshomologada) - PR-G 21, (Pontevedra) Cuntis - Valga, (deshomologada) - PR-G 22, (Pontevedra) Panorámico de Valga, (deshomologada) - PR-G 23, (La Coruña) Circular de Ferrol, (deshomologada) - PR-G 24, (Pontevedra) A Freixa, (deshomologada) - PR-G 25, (Pontevedra) Foxo do Lobo - PR-G 26, (Pontevedra) Santo Aparecido - Xunqueiras, (deshomologada) - PR-G 27, (Orense) Rota de Queguas - PR-G 28, (Orense) Rota de Padrendo - PR-G 29, (Pontevedra) Sendero de San Xurxo, (deshomologada) - PR-G 30, (Pontevedra) Sendero de A Picaraña, (convertida a PR-G 120) - PR-G 31, (Orense) Quintela de Leirado - Serra de Laboeiro, (deshomologada) - PR-G 32, (Orense) Celanova - Serra de Laboeiro, (deshomologada) - PR-G 33, (Orense) Bande - Serra de Laboeiro, (deshomologada) - PR-G 34, (Orense) A Terrachá - Queguas, (deshomologada) - PR-G 35, (La Coruña) O Río dos Dous Nomes - Ruta do Río Vexo - PR-G 36, (La Coruña) Sendero de San Xoán da Cova - PR-G 37, (La Coruña) Ruta dos Muiños, (convertida en PR-G 190) - PR-G 38, (La Coruña) Costa da Morte, (convertida en PR-G 158) - PR-G 39, (Lugo) Fraga das Reigadas, (convertida en PR-G 208) - PR-G 45, (La Coruña) Sendero Vistas de Cabanas, (deshomologada) - PR-G 46, (La Coruña) Sendero de Forgoselo, (deshomologada) - PR-G 47, (La Coruña) Sendero de San Sadurniño, (deshomologada) - PR-G 48, (Pontevedra) Entre rías, (deshomologada) - PR-G 51, (Lugo) Ruta das Lagoas (deshomologada) - PR-G 56, (Lugo) Val do Rao, (deshomologada) - PR-G 58, (Orense) Sendero Periurbano de Ourense, (deshomologada) - PR-G 59, (Pontevedra) Ruta da Auga, (deshomologada) - PR-G 60, (Pontevedra) Ruta Circular de Priegue, (deshomologada) - PR-G 61, (Pontevedra) Camos - Parada - Chandebrito - PR-G 62, (Pontevedra) Ruta dos Petroglifos, (deshomologada) - PR-G 66, (Orense) A Pontenova - O Santo, (deshomologada) - PR-G 67, (Pontevedra) Sendero Histórico de Mos - PR-G 68, (Pontevedra) Vía Escondida - PR-G 69, (Pontevedra) Sendero Frei Martín Sarmiento, (deshomologada) - PR-G 70, (La Coruña) Sendero Laxe - Punta Ínsua - PR-G 71, (Orense) Ruta Pombar - Rebordondo, (deshomologada) - PR-G 72, (Orense) Ruta Loña do Monte - Virxe do Monte, (deshomologada) - PR-G 73, (Orense) Ruta Faramontaos - Nigueiroá, (deshomologada) - PR-G 74, (Orense) Ruta Valdopereiro - O Campo, (deshomologada) - PR-G 75, (Orense) Ruta Nogueira - Liñares, (deshomologada) - PR-G 76, (Orense) Senda do Río Avia - PR-G 77, (Orense) Senda de Boborás - PR-G 78, (Orense) Senda da Pena Corneira - PR-G 79, (Orense) Senda do Arenteiro - PR-G 80, (Orense) Senda de Santa Marta - PR-G 81, (Lugo) Ruta da Fraga da Becerreira - PR-G 82, (Lugo) Ruta do Monte Roxal - Teixido - PR-G 83, (Lugo) Ruta do Vento - PR-G 84, (Lugo) Ruta de Subida o Picato - PR-G 85, (Lugo) Ruta da Fraga de Vilapena - PR-G 86, (Orense) Sendero Viñedos da Ribeira Sacra - PR-G 87, (La Coruña) Sendero Pola costa norte de Oleiros, (deshomologada) - PR-G 88, (La Coruña) Sendero Bardáns - Castenda (Concello de Tordoia), (deshomologada) - PR-G 89, (La Coruña) Sendero Santaia - Cabaleiros (Concello de Tordoia), (deshomologada) - PR-G 90, (La Coruña) Ruta do Río Grande - Río Beluso, (deshomologada) - PR-G 91, (La Coruña) Ruta Piscinas do Río Pedras - A Portela, (deshomologada) - PR-G 92, (La Coruña) Ruta Circular Ribeira - Axeitos - Ribera, (deshomologada) - PR-G 93, (La Coruña) Ruta da Ribeira do Ulla - Concello de Touro - PR-G 94, (Pontevedra) Ruta dos Muíños do Folón e do Picón - PR-G 95, (Pontevedra) Sendero de "Os Carranos" - Covelo - PR-G 96, (La Coruña) Sendero Roteiro Mariñán - Costa Doce (Sada), (deshomologada) - PR-G 97, (La Coruña) Roteiro mariñán do río Govia, (deshomologada) - PR-G 98, (Orense) Cañón do Sil - Santa Cristina - PR-G 99, (Lugo) Ruta da Agua de Guitiriz - PR-G 100, (Pontevedra) Sendero Natural Aciveiro - Candán - PR-G 101, (La Coruña) Roteiro Mariñán Costa da Egoa - PR-G 102, (Pontevedra) Sendero dos Muiños de Riomayor - PR-G 103, (Pontevedra) Sendero dos Petroglifos de Cobres - PR-G 104, (Pontevedra) Sendero da Croa, (deshomologada) - PR-G 105, (Pontevedra) Sendero dos Muiños do río Barosa - PR-G 106, (Pontevedra) Sendero Chandovilar e Muiños de Vilaboa, (deshomologada) - PR-G 107, (Pontevedra) Sendero da Pedra Miranda - PR-G 108, (Pontevedra) Sendero de Tres Pinos, (deshomologada) - PR-G 109, (Pontevedra) Sendero das Almiñas e Foxo do Lobo - PR-G 110, (Pontevedra) Ruta das Pedras, (deshomologada) - PR-G 111, (La Coruña) Ruta Arteixo Bregua Xalo Carral, (deshomologada) - PR-G 112, (Pontevedra) Sendero de Pescadores Río Miño - Tamuxe - PR-G 113, (Pontevedra) Ruta das Pontes del Río Lérez - PR-G 114, (La Coruña) Ruta de senderismo Laxe - Traba - PR-G 115, (Pontevedra) Ruta Adro Vello - Lembranzas da historia - PR-G 116, (Pontevedra) Ruta Con negro Arte ao Natural - PR-G 117, (La Coruña) Ruta da fraga aos muiños - PR-G 118, (Orense) Ruta dos Soutos - PR-G 119, (Pontevedra) Ruta do Xabriña - PR-G 120, (Pontevedra) Ruta dos Penedos da Picaraña - PR-G 121, (La Coruña) Rota dos tres ríos - PR-G 122, (Pontevedra) Ruta camiños do Tegra - PR-G 123, (Pontevedra) Ruta Ponte do Ramo - PR-G 124, (Pontevedra) Ruta da Auga, Fontes e Lavadoiros de Parada - PR-G 125, (La Coruña) Sendero de Visantoña - PR-G 126, (Pontevedra) Ruta dos Miradoiros - Lobeira - Faro das Luas - PR-G 127, (La Coruña) Toques Roteiro das Ermidas (deshomologada) - PR-G 128, (Orense) Ruta do Pan - PR-G 129, (La Coruña) Senda Rodís – Xesteda - PR-G 130, (La Coruña) Sendero Meirama - Xalo - Meirama - PR-G 131, (La Coruña) Ruta Cerceda - Portobrea - PR-G 132, (Pontevedra) Ruta dos Montes de San Cibrán - PR-G 133, (Lugo) Sendero Muíños do Poñente - PR-G 134, (Lugo) Sendero Muiños do Nacente | - PR-G 135, (Pontevedra) Roteiro da Escuadra - PR-G 136, (Pontevedra) Rota das Canteiras de Pedra Mona, (deshomologada) - PR-G 137, (Orense) Ruta dos Soutos de Cesuris - PR-G 138, (Orense) Ruta Val do Glaciar de Prada - PR-G 139, (Lugo) Sendero de Pena Guímara - PR-G 140, (Lugo) Sendero de Gallol - PR-G 141, (Lugo) Ruta do Ouro e do Camiño Real - PR-G 142, (La Coruña) Rota das férvedas - PR-G 143, (Orense) Roteiro do Río Arnoia - PR-G 144, (Orense) Ruta Natural dos Castros e Nivieira - PR-G 145, (Lugo) Ruta da Marronda - Alto Eo - PR-G 146 (La Coruña) Ruta ambiental do Castelo de Vitres (convertida en PR-G 264) - PR-G 147, (La Coruña) As Fragas da Ribeira e Lostegal - PR-G 148, (La Coruña) Camiño da ribeira: do río Anllóns ao mar de Corme - PR-G 150, (Orense) Sendeiro de O Pozo do Demo - PR-G 151, (Lugo) Ruta das Lagoas - Rede da Terra Chá - PR-G 152, (Lugo) Ruta dos Muíños - Rede da Terra Chá - PR-G 153, (Lugo) Augas de Fomiñá - Rede da Terra Chá - PR-G 154, (Lugo) Ruta do Azúmara - Rede da Terra Chá - PR-G 155, (Lugo) Miradoiro da Terra Chá - Rede da Terra Chá - PR-G 156, (Lugo) Ruta Costa do Vicedo - PR-G 157, (Lugo) Roteiro Augas Mestas - Doade - PR-G 158, (La Coruña) Ruta da Costa da Morte - PR-G 159, (Lugo) Sendero de Quintá - Río Donsal (Becerreá) - PR-G 160 (Pontevedra) Ruta da Desembocadura do Miño - PR-G 162, (Lugo) Rota da Ribeira Sacra do Miño - PR-G 163, (Pontevedra) Ruta dos Montes de Cristiñade - PR-G 164, (Pontevedra) Senda da Fraga do Barragán - PR-G 165, (Pontevedra) Sendeiro das Fragas e Levadas do Calvo e Deva - PR-G 166, (La Coruña) Roteiro das Fervenzas de Toques - PR-G 167, (La Coruña) Roteiro da Ermida - PR-G 168, (La Coruña) Roteiro dos Megalitos - PR-G 169, (La Coruña) Fervenza das Hortas - PR-G 170, (Pontevedra) Ruta da Pedra e da Auga - PR-G 171, (Pontevedra) Ruta do Río San Martiño - PR-G 172, (Pontevedra) Ruta do Río Chanca - PR-G 173, (Pontevedra) Ruta do Río Umia - PR-G 174, (Pontevedra) Ruta de Coto da Cruz - PR-G 175, (Orense) Ruta do Monte de San Xusto - PR-G 176, (Orense) Ruta do Río Deva - PR-G 177, (Orense) Ruta Canón do Río Mao - PR-G 178, (Orense) Ruta Maquino Largaño - PR-G 179, (Orense) Ruta do Río Miño - PR-G 180, (Orense) Ruta da Cubela - PR-G 181, (Lugo) Ruta de Cibrisqueiros a San Cosmede - PR-G 182, (Orense) Bidueiral de Gabín - PR-G 183, (Lugo) Ruta dos Viñedos de Belesar - PR-G 184, (Lugo) Ruta da Lagoa da Lucenza - PR-G 185, (Orense) Ruta da Pedra de Díaz Castro - PR-G 186, (Orense) Ruta Moreiras-Concello de Toén - PR-G 187, (Lugo) Camiño do Ferradal - PR-G 188, (Pontevedra) Sendeiro de Zobra - PR-G 189, (Orense) Ruta dos Castros do Irixo - PR-G 190, (La Coruña) Ruta dos Muíños de Ponte do Porto - PR-G 191, (Lugo) Ruta de A Seara a Rugando - PR-G 192 Ruta do Pregamento Xeolóxico de Campodola - PR-G 193, (Lugo) Ruta do Val do Río Quiroga - PR-G 194, (Orense) Sendeiro de Pelamios - PR-G 195, (La Coruña) Ruta dos Muíños do Río das Gándaras - PR-G 196, (La Coruña) Ruta de Castro - PR-G 197, (Pontevedra) Ruta de Codeseda-Rapa das Bestas - PR-G 198, (Orense) Ruta do Maluro e Pena Trevinca - PR-G 199, (Orense) Ruta Pena Trevinca polo Sestil Alto - PR-G 200, (Orense) Ruta das Lagoas Glaciares da Serpe e de Ocelo - PR-G 201, (Orense) Ruta Integral Serra Calva - PR-G 202, (La Coruña) Ruta da Fervenza do Rexedoiro - PR-G 203, (La Coruña) Senda da Ribeira - PR-G 204, (Lugo) Ruta Ribeira do Bispo-Miradoiro de Augas Caídas - PR-G 205, (Orense) Ruta de Luneda (deshomologada) - PR-G 206, (Pontevedra) Ruta de Fontefría - PR-G 207, (Pontevedra) Ruta da Cidade Castrexa das Grades - PR-G 208, (Lugo) Ruta das Reigadas - PR-G 209, (Lugo) Ruta Río Eo-Pena Millares - PR-G 210, (Pontevedra) Ruta do Castro de Doade - PR-G 211, (Orense) Senda Verde do Xares - PR-G 212, (La Coruña) Ruta Ponte do Porto-Ponte Ulló - PR-G 213, (Orense) Sendeiro Os Bosques Máxicos de Castro Caldelas - PR-G 214, (Orense) Ruta de Monte Grande - PR-G 215, (Orense) Ruta das Minas das Sombras - PR-G 216, (Orense) Ruta dos Currais da Fraga - PR-G 217, (Orense) Ruta de Torrente Salgueiro - PR-G 218, (Lugo) Ruta do Montouto - PR-G 219, (Lugo) Ruta do Río Pequeno - PR-G 220, (Lugo) Ruta de Baldomir ao Castro da Torre - PR-G 221, (Lugo) Ruta do Monte Cido - PR-G 222, (Lugo) Ruta da Devesa da Rogueira - PR-G 223, (Lugo) Ruta Castro de Vilar - PR-G 224, (Orense) Sendeiro do Teixeira - PR-G 225, (Lugo) Ruta do Ferro - PE-G 226, (La Coruña) Sendeiro da Beseña - PR-G 227, (Pontevedra) Sendeiro das Devesas do Candán - PR-G 228, (Lugo) Ruta Fervenza Pena dos Portelos - PR-G 229 (Lugo) Ruta Chao de Pousadoiro-Muíño de García - PR-G 230, (Pontevedra) Sendeiro do Río Maneses - PR-G 231, (Pontevedra) Sendeiro da Forca do Lobo - PR-G 232, (La Coruña) Ruta do Pereiro - Sales - PR-G 233, (La Coruña) Ruta da Fervenza das Hortas ao Río Lañas - PR-G 234, (Pontevedra) Ruta dos Pazos e Ponte Taboada - PR-G 235, (La Coruña) Roteiro da Pena Moura - PR-G 236, (Lugo) Ruta da Casataña e do Mel - PR-G 237, (Orense) Sendeiro do Miradoiro de Matacás - PR-G 238, (La Coruña) Ruta dos petroglifos de Teo - PR-G 239, (Lugo) Ruta do Mamut e dos Castros - PR-G 241, (Lugo) Ruta do Dubio - río Neira - PR-G 242, (Lugo) Ruta da Capela de San Vitorio á Mina de Veneira - PR-G 243, (La Coruña) Roteiro Río Mercurín - PR-G 244, (Lugo) Ruta Fontaneira - PR-G 245, (Lugo) Ruta das Loras - PR-G 247, (Orense) Roteiro por Terras de Cortegada - PR-G 248, (Pontevedra) Sendeiro do Muíño de Cuíña - PR-G 249, (Lugo) Camiño Vello de Aldosende - PR-G 250, (La Coruña) Ruta da Auga de Zas - PR-G 252, (Pontevedra) Roteiro Monte en Man Común de Tameiga - PR-G 253, (Orense) Ruta Granítica de Moura - PR-G 254, (Orense) Rua da Loba da Fada - PR-G 256, (La Coruña) Ruta "Per caminho de Lampai" - PR-G 257, (Pontevedra) Sendeiro de Borela - PR-G 258, (Pontevedra) Sendeiro de Valdelouro - PR-G 259, (La Coruña) Ruta dos Montes do Bocelo - PR-G 260, (Orense) Ruta dos Regatos do Maquiáns - PR-G 261, (La Coruña) Ruta dos Muíños do Rió Té - PR-G 262, (La Coruña) Ruta do río Requeixo - PR-G 263, (La Coruña) Ruta Subida á Curota polo Río das Pedras - PR-G 264, (La Coruña) Ruta do Castelo de Vitres - PR-G 265, (La Coruña) Senda fluvial do Río de Artes - PR-G 266, (Orense) Ruta das Aldeas de Montederramo - PR-G 267, (Pontevedra) Sendeiro do Río Uma - PR-G 268, (Orense) Ruta das Olas do Mao - PR-G 269, (Lugo) Ruta da Penacova - PR-G 271, (Orense) Ruta da Santa Compaña - PR-G 273, (La Coruña) Ruta As Pegadas do Río Bradoso - PR-G 274, (Orense) Ruta do Xanarteiro - PR-G 275, (Orense) Ruta dos Lagos de Teixeiro |

## Región de Murcia[7][8]
- PR-MU 1 Vuelta al Cabezo de la Fuente.
- PR-MU 2 Monte de las Cenizas.
- PR-MU 3 Llano del Beal.
- PR-MU 4 Vuelta a la Atalaya (Cartagena)
- PR-MU 7 Rambla del Cañar (Cartagena).
- PR-MU 8 Senda de los Moriscos - Umbría de Ricote
- PR-MU 10 Barranco del Pozo (Sierra de Ricote).
- PR-MU 11 Medina Siyasa (Cieza).
- PR-MU 15 Coto Real (Sierra de Burete).
- PR-MU 21 Veteranos 92 (El Valle - Carrascoy)
- PR-MU 22 Umbrías de Santo Ángel (El Valle - Carrascoy)
- PR-MU 23 Sendero Antonio Pérez Nortes (El Valle Carrascoy)
- PR-MU 24 Hoya de San Roque (Blanca)
- PR-MU 25 Almadenes - Almorchón
- PR-MU 26  Puerto Lumbreras
- PR-MU 27 Cabezo de la Jara (Puerto Lumbreras)
- PR-MU 28 Sendero de las Norias (Abarán)
- PR-MU 29 Sendero de las Brujas (Alcantarilla).
- PR-MU 30 Sendero del Romero (Bullas)
- PR-MU 31 Sendero de la Atalaya (Bullas)
- PR-MU 32 Sendero del Castellar (Bullas)
- PR-MU 34 Camino de los Arejos (Torreguil)
- PR-MU 35 Cuevas del Buitre (Torreguil).
- PR-MU 39 Castillo de Ricote
- PR-MU 40 Sierra del Miravete (Murcia)
- PR-MU 41 Senda de los Siete Hermanos (Sierra Espuña)
- PR-MU 42 El Puntarrón (Murcia)
- PR-MU 47 Sendero del Collado de la Madera (Ricote).
- PR-MU 49 Cresta del Gallo por la Tana (Murcia).
- PR-MU 50 Cresta del Gallo por los Lages (Murcia).
- PR-MU 52 Barranco Blanco (Torreguil).
- PR-MU 53 Barranco de los Cañones (Torregui).
- PR-MU 54 Castillo del Puerto de la Cadena (Murcia).
- PR-MU 55 Pico del Águila (Torregui).
- PR-MU 56 Mirador de la Cruz (Abarán).
- PR-MU 57 Bco. de Leiva (Sierra Espuña).
- PR-MU 58 Senda de los Forestales (Abarán)
- PR-MU 59 Umbría de Peña Apartada (Sierra Espuña).
- PR-MU 60 Senda del Bco. Ballesteros (Sierra Espuña).
- PR-MU 61 Senda del Lentisco (Sierra Espuña).
- PR-MU 62 Sendero del Purgatorio (Sierra Espuña).
- PR-MU 63 Sendero del Pedro López (Sierra Espuña).
- PR-MU 64 Sendero de la Santa (Santa Eulalia, Totana).
- PR-MU 71 Sierra de la Espada (Molina de Segura).
- PR-MU 72 Rambla del Chorro (Molina de Segura).
- PR-MU 73 Sierra del Águila (Molina de Segura).
- PR-MU 76 Fuente Alta (Alhama de Murcia).
- PR-MU 77 Alto del Cairel (Pliego).
- PR-MU 79 El Berro - El Sanatorio (Sierra Espuña).
- PR-MU 80 La Isla - Horno (Cieza).
- PR-MU 83 Campo de Molina de Segura.
- PR-MU 84 Sierra del Picacho (Murcia).
- PR-MU 85 Sendero de los Romeros (Calasparra).
- PR-MU 86 Sendero del Santuario por el Vivero (Calasparra).
- PR-MU 87 Sendero de los Peregrinos (Calasparra).
- PR-MU 90 Sendero del Serral (Yecla).
- PR-MU 91 Sendero del Monte Arabi (Yecla).
- PR-MU 92 Senda de los Azagadores (Gebas, Alhama de Murcia)
- PR-MU 93 Senda del Rento (Alhama de Murcia)
- PR-MU 93.1 Enlace PR-MU 92 con PR-MU93 (Alhama de Murcia)
- PR-MU 94 Sendero de los Gigovinos
- PR-MU 95 Villa Eulalia - La Pinilla
- PR-MU 96 Villa Eulalia - Las Palas – Tallante
- PR-MU 97 Sendero del Algarrobo
- PR-MU 97.1 Variante Las Palas - El Algarrobo
- PR-MU 98 Villa Eulalia - Cuevas de Reyllo
- PR-MU 99 Villa Eulalia – Fuente Álamo
- PR-MU 100 Sendero de la Fuente de la Pinilla
- PR-MU 102 Sendero del Cerro de la Selva (Zarzadilla de Totana, Lorca)
- PR-MU 104 Sendero de Cabo Cope (Águilas)
- PR-MU 105 Sendero de los Obispos (Revolcadores)
- PR-MU 106 Sendero de los Puertos de Santa Bárbara (Cartagena)
- PR-MU 107 Sendero de Tallante (Cartagena)
- PR-MU 108 Sendero Almoloya (Pliego)
- PR-MU 109 Sendero de la Huertecica (Calasparra)
- PR-MU 110 Sendero de Bolvonegro (Moratalla)
- PR-MU 111 Sendero Fuente del Borrego (Alhama de Murcia)
- PR-MU 112 Sendero del Baladre (Águilas)
- PR-MU 113 Sendero del Agua (Águilas)
- PR-MU 114 Sendero Huerta Noreste Murcia
- PR-MU 115 Sendero del Agua de Perín (Cartagena)
- PR-MU 116 Sendero del Agua de Galifa-La Muela (Cartagena)
- PR-MU 117 Sendero Cuesta Gos - Los Mayorales
- PR-MU 118 Sendero de las Yeseras (Torreagüera, Murcia)
- PR-MU 119 Sendero del Gavilán - Miravate
- PR-MU 120 Sendero Barranco del Sordo
- PR-MU 121 Sendero Jaime el Barbudo
- PR-MU 122 Sendero Fuente del Javé
- PR-MU 123 Sendero Barranco del Mulo
- PR-MU 124 Cueva de la Encantada
- PR-MU 125 Cordel de los Valencianos desde la Garapacha
- PR-MU 126 Sendero de La Garapacha y Pico de la Pila
- PR-MU 127 Sendero de la Fuente Higuera y Pozos de la Nieve
- PR-MU 128 Sendero Peña Zafra de Arriba
- PR-MU 129 Sendero de la Sierra del Corqué
- PR-MU 130 Sendero de la Sierra de Lúgar
- PR-MU 132 Sendero Cañón de Almadenes
- PR-MU 133 Sendero de Peñas Blancas
- PR-MU 134 El Algar-Fuente del Sapo

## País Vasco
| - Álava - PR-A 59 Campanas de Arburu - PR-A 64 Senda de la Dormida - PR-A 69 Barrancos de Kontrasta - PR-A 71 Senda Markillano - PR-A 73 Onraita-Montes de Iturrieta - PR-A 77 Peñacerrada-La Rasa - Vizcaya - PR-BI 10 Artea-Garai-Esparta-Larrazabal-Artea - PR-BI 11 Zeberio barren barrenetik - PR-BI 16 Vuelta a Arrigorriaga (Mendikosolo-San Pedro) - PR-BI 41 Indusi-Baltzola-Garaio-Indusi - PR-BI 51 Presazelai - PR-BI 52 Illuntxo. Hayedos de Otxandio - PR-BI 56 Lemoatxa 1937 - PR-BI 62 Tesoros del pasado de Elorrio - PR-BI 70 Ermua-Mallavia-Ermua - PR-BI 140 Camino de Santiago: Ziortza-Bolibar - PR-BI 142 Sendero de Lumentza (Tramos a Lumentza y Marierrota) - PR-BI 148 Sendero de Gizaburuaga - PR-BI 149 Senda de Mendeja, variante corta - PR-BI 160 Caminando a la sombra del Txakoli - PR-BI 161 En pleno corazón del encinar (Akorda-San Pedro de Atxarre) - PR-BI 163 Recorrido por un arroyo - PR-BI 165 Ruta hacia el Mar - PR BI 165 Ogoño. Atalaya privilegiada para la caza de la ballena - PR-BI 166 Castillo de Arteaga ‐ Iglesia de San Andrés - PR-BI 167 Senda del Golako - PR-BI 168 Sendero de las Letanías - PR-BI 173 Gernika-Lumo, todo es uno - PR-BI-168.1 Disfrutando de las buenas vistas - PR-BI 169 Por el Camino de los Reyes - PR-BI 176 El Sendero de las Lamias - PR-BI 179 Tras los pasos de San Juan - PR-BI 210 El camino del agua. Pantanos de Barakaldo - Guipúzcoa - PR-GI 1 POR DETERMINAR - PR-GI 2 (Ordizia-Lazkaomendi) - PR-GI 3 (Lazcano-Iramendi) - PR-GI 4 POR DETERMINAR - PR-GI 5 POR DETERMINAR - PR-GI 6 POR DETERMINAR - PR-GI 7 POR DETERMINAR - PR-GI 8 POR DETERMINAR - PR-GI 9 POR DETERMINAR - PR-GI 10 “PASEO DE ASURDARIO” (LIZARZA) 13,0 km - PR-GI 11 Gaztelu - Oreja - Gaztelu (PR-Gi 11) - PR-GI 12 PASEO DE LEABURU (LEABURU-TXARAMA) 7.7 km - PR-GI-13 Anoeta-Saletxe-Intxoraundi-Alquiza-Ermita Santiago-aginaga-Mendigain-Anoeta - PR-GI 14 POR DETERMINAR - PR-GI 15 POR DETERMINAR - PR-GI 16 POR DETERMINAR - PR-GI 17 POR DETERMINAR - PR-GI 18 POR DETERMINAR - PR-GI 19 POR DETERMINAR - PR-GI 20 Aiako Harria - PR-GI 21 OIARTZUN-BUENAVISTA-ELURRETXE (Oarsoaldea) - PR-GI 22 Cruzando Motrico - PR-GI 23 POR DETERMINAR - PR-GI 24 POR DETERMINAR - PR-GI 25 POR DETERMINAR - PR-GI 26 POR DETERMINAR - PR-GI 27 POR DETERMINAR - PR-GI 28 POR DETERMINAR - PR-GI 29 Gaintza-Baliarrain-Gaintza - PR-GI 30 Zarauz-Elkano (Zarauz) - PR-GI 31 Zarauz-Pagoeta- Zarauz (Zarauz) - PR-GI 32 Zarauz-Santa Bárbara-Getaria (Zarauz) - PR-GI 33 Zarauz-Talaimendi (Zarauz) - PR-GI 34 Zarauz-Urteta (Zarauz) - PR-GI 35 Vuelta a Zarauz / Ascenso al Pagoeta (Zarauz) - PR-GI 36 Leintz-Gatzaga-Aizorrotz (Debagoiena) - PR-GI 37 Hiruerreketa (Leintz Gatzaga) (Debagoiena) - PR-GI 38 Isuskiza (Leintz Gatzaga) (Debagoiena) - PR-GI 39 Cestona-Aizarna-Granadaerreka-Zestoa - PR-Gi 40 Sendero Aizarna-Santa Engratzia - PR-GI 41 Lili-Goltzibar-Zestoa - PR-GI 42 Valle del Kilimon (Mendaro) - PR-GI 43 Mendaro - Arnoate - Ormola - Mendaro - PR-GI 44 Deba-Lastur-Itziar-Deba - PR-GI 45 Elorriaga-Itziar-Deba - PR-GI 46 Lastur - Gaintxipi - Otzarreta - Lastur (Deva) - PR-GI 47 Barrio Olatz (Motrico) - PR-Gi 48 (El Calvario) - PR-GI 49 POR DETERMINAR - PR-GI 50 POR DETERMINAR - PR-GI 51 POR DETERMINAR - PR-GI 52 POR DETERMINAR - PR-GI 53 POR DETERMINAR - PR-GI 54 Urkia Domingoko mugarria Urkia - PR-GI 55 POR DETERMINAR - PR-GI 56 POR DETERMINAR - PR-GI 57 POR DETERMINAR - PR-GI 58 POR DETERMINAR - PR-GI 59 Segura - Zerain - Santa Engracia - Zerain (PR-Gi 59) - PR-GI 60 Mutiloa-Liernia-Mañastegi-Mutiloa) (Goyerri) - PR-GI 61 (Aizporraga-Errekonta-Kaltzada-Olakosai-Zaldibia) - PR-GI 62 POR DETERMINAR - PR-GI 63 Circular por Gabiria - PR-Gi 64 Zumarraga - Gaviria - Ormáiztegui - PR-GI 65 Mirandaola-Embalse de Barrendiola-Mirandaola - PR-GI 66 (Barrendiola-Akaitz-Barrendiola) (Goyerri) - PR-GI 67 Mandubia-Ezkio-Itsaso-Mandubia - PR-GI 68 Alegi-Itsaso-Sal Lorenzo-Alegi - PR-GI 69 San Pedro-Muino-San Pedro (Cegama) - PR-GI 70 Vuelta a Cegama (Cegama) - PR-GI 71 POR DETERMINAR - PR-GI 72 POR DETERMINAR - PR-GI 73 POR DETERMINAR - PR-Gi 74 “Entorno a Intxurre ” (Tolosa-Aldaba) 11,3 km (Tolosaldea) | - - PR-GI 75 (Ormáiztegui-Gabiria-Mutiloa-Ormáiztegui) (Goyerri) - PR-Gi 76 “Asteasu-Usarrabi-Zelatun” (Asteasu) 8,5 km (Tolosaldea) - PR-Gi 77 “Larraul-Hirumugarrieta-Iturburuta-Larraul” (Larraul) 10,8 km (Tolosaldea) - PR-Gi 78 Alquiza - Irumugarrieta - Zelatun - PR-Gi 79 Alquiza-Urdanesi-Alquiza - PR-GI 80 “HERNIALDE-LIZARBAKARREKO MUINOA-HERNIALDE” (HERNIALDE) 9,0 km (Tolosaldea) - PR Gi 81 “Albíztur-Ortzal-Albíztur” (Albíztur) 9,5km (Tolosaldea) - PR-Gi 82 Biegoian. Bidegoian-Berazeaga-Bidegoian - Erreka - PR-Gi 83 Régil - Otsabiaga - Trintxera - Régil - PR-GI 84 Aia-Pagoeta-Iturriotz-Zelatun - PR-GI 85 Ulia: Camino del Tranvía - PR-GI 86 AIZPITARTEKO HAITZULOAK / CUEVAS DE AIZPITARTE (Oarsoaldea) - PR-GI 87 ALDURAKO ITZULIA / VUELTA A ALDURA (Oarsoaldea) - PR-GI 88 URDABURUKO ITZULIA / VUELTA A URDABURU (Oarsoaldea) - PR-GI 89 LISTORRETARAKO BIDEA / CAMINO A LISTORRETA (Oarsoaldea) - PR-GI 90 ELGETA - AIXOLA URTEGIA PR-GI 90 (Elgeta) (Debagoiena) - PR-GI 91 ERREGEBIDE-BEDOÑA PR – GI 91 (Mondragón) (Debagoiena) - PR-GI 92 ANTEIGLESIAS DE IZURIETA, GALARTZA, GELLAO Y APOTZAGA PR-GI 92 (Arechavaleta) (Debagoiena) - PR-GI 93 La antigua vía del ferrocarril - PR-GI 94 UN PASEO ENTRE TÚMULOS (I) GI-94 (Vergara) (Debagoiena) - PR-GI 95 Intxorta-Asentzio - PR-GI 96 UDALA – BESAIDE PR – GI 96 (Mondragón) (Debagoiena) - PR-GI 97 ORO – LARRINO – EMBALSE DE URKULU – AOZARATZA PR-GI 97 (Arechavaleta) (Debagoiena) - PR-GI 98 UZARRAGA – GALARTZA – LIZARRAGA – IRIMOEGI GOENA PR – GI 98 (Anzuola) (Debagoiena) - PR-GI 99 PASEO POR LA ANTEIGLESIA DE BOLIBAR PR-GI 99 (Escoriaza) (Debagoiena) - PR-GI 100 Anteiglesias de Mazmela y Zarimutz (Debagoiena) - PR-GI 101 POR EL BARRIO DE BASALDE PR – GI 101 (Anzuola) (Debagoiena) - PR-GI 102 Senda del Agua - PR-GI 103 Arrikrutz (PR- Gi 103) - PR-GI 104 Kortakogain. Por los caseríos de Aránzazu - PR-GI 105 Arantzazu, el camino oculto (Oñate) (Debagoiena) - PR-GI 106 Camino de Peregrinos // MONDRAGÓN-ARANTZAZU. ERROMESBIDEA.(Mondragón) (Debagoiena) - PR-GI 107 OÑATE OESTE. POR EL BARRIO GARAGALTZA PR-GI 107 (Oñate) (Debagoiena) - PR-GI 108 Arrate-Usartza-Kalamua-Arrate (Éibar) (Debabarrena) - PR-GI 109 Karakate - Irukurutzeta - Karakate (Placencia de las Armas) - PR-GI 110 (Vuelta a Ulia) - PR-Gi 111 Camino de Uli (Berastegi) 11,5 km (Tolosaldea) - PR-Gi 112 “Paseo de Bedaio” (Tolosa-Bedaio) 707 km (Tolosaldea) - PR-Gi 113 “Paseo de Altzomendi” (Alzo) 11,6 km (Tolosaldea) - PR-Gi 114 “Paseo de Urkizu” (Tolosa-Urkizu) 11,2 km (Tolosaldea) - PR-Gi 115 “Paseo de Belabieta” (Ibarra) 10,6 km (Tolosaldea) - PR-Gi 116 “Paseo de Olazarre” (Larraul) 7,4 km (Tolosaldea) - PR-Gi 117 “ Zarateko ibilbidea” (Cizúrquil) 12,5 km (Tolosaldea) - PR-Gi 118 “Paseo de los canales”-(La ruta del Canal de Villabona) 15,5 km (Tolosaldea) - PR-GI 119 “ENTORNO A BELKOAIN” (ADUNA) 6,3 km (Tolosaldea) - PR-Gi 120 “Beheburutik barrena” (Villabona) 8,3 km (Tolosaldea) - PR-GI 121 POR DETERMINAR - PR-GI 122 San Pedro-Kalamua-Hiruiturri-San Pedro (Elgóibar) (Debabarrena) - PR-GI 123 POR DETERMINAR - PR-GI 124 “A través de Hernialde” (Hernialde) 8,0 km - PR-GI 125 “ZAZPIBIDETA” (LEABURU) 8,2 km - PR-GI 126 POR DETERMINAR - PR-Gi 127 “Paseo de Irura” (Irura) 7,4 km (Tolosaldea) - PR-GI 128 ARRITXULO-ERRENGA (Oarsoaldea) - PR-GI 129 POR DETERMINAR - PR-GI 130 ARRITXULO-ARDITURR (Oarsoaldea) - PR-GI 131 OIARTZUN-ARITXULEGI (Oarsoaldea) - PR-GI 132 BIANDITZEKO MUINOA / COLLADO DE BIANDITZ (Oarsoaldea) - PR-GI 133 POR DETERMINAR - PR-GI 134 POR DETERMINAR - PR-GI 135 CEGAMA – ITZUBIAGA - PR-GI 136 CEGAMA – ARRANOAITZ - PR-Gi 137 Azcoitia-Cestona-Azcoitia (Urola) - PR-Gi 138 Azpeitia-Cestona-Azpeitia (Urola) - PR-Gi 139 Azcoitia-Azpeitia-Azcoitia (Urola) - PR-Gi 140 Cestona-Zumaya-Cestona (Urola) - PR-Gi 141 Zumaya-Aizarnazábal-Zumaya (Urola) - PR-Gi 142 Aizarnazábal-Cestona-Aizarnazábal (Urola) - PR-Gi 143 Régil-Cestona-Régil (Urola) - PR-Gi 144 Beizama-Régil-Beizama (Urola) - PR-Gi 145 Azpeitia-Beizama-Azpeitia (Urola) - PR-Gi 146 Vuelta a Izarraitz (Urola) - PR-Gi 147 Ruta por los caseríos de las faldas de Izarraitz (Urola) - PR-GI 148 Berastegi-Plazaola-Mustar-Gorosmendi-Berastegi - PR-GI 149 POR DETERMINAR - PR-GI 150 POR DETERMINAR - PR-GI 151 POR DETERMINAR - PR-GI 152 POR DETERMINAR - PR-GI 153 Pagoeta- - PR-GI 154 POR DETERMINAR - PR-GI 155 (Ruta de Loatzo) - PR-GI 156 Sallobenteko Sekretuak-Vuelta a Elgoibar (Elgóibar) (Debabarrena) - PR-GI 157 “Elgoibarko Itzulia” (Elgóibar) (Debabarrena) - PR-GI 158 Orio-Itxaspe (Urola Costa) - PR-GI 159 Lusarbe-Kukuarri - PR-GI 160 POR DETERMINAR - PR-GI 161 RUTA DEL CANAL (Comarca de San Sebastián) - PR-GI 162 CAMINO A USABELARTZA (Comarca de San Sebastián) - PR-GI 163 La vuelta a Ezkio-Itsaso desde Mandubia - PR-GI 1001 / Bosques de Ugaldetxo - PR-GI 1002 / Dólmenes de Igorin - PR-GI 1003 / Vuelta a Urdaburu - PR-GI 1004 / Vuelta a Aldura - PR-GI 1005 / Renteria - Peñas Aya - PR-GI 1006 / El corazón de Peñas de Aya - PR-GI 1007 / El antiguo tren de Artikutza - PR-GI 1008 / Nacedero del río Tornola - PR-GI 1009 / Minas de Arditurri - PR-GI 1010 / Vuelta a las cimas de Peñas de Aya - PR-GI 1011 / Peñas de Aya-Oyarzun u Oyarzun-Peñas de Aya - PR-GI 2001 / Caminos navarros - PR-GI 1012 / Vuelta a Meazuri - PR-GI 2002 / Vuelta a Intsusti - PR-GI 2003 / Arkaka - Lareo - PR-GI 2004 / Ruta Ausa-Gaztelu - PR-GI 2005 / Vuelta a Txindoki - PR-GI 2006 / Ruta minera - PR-GI 2007 / Vuelta a Zarate - PR-GI 2008 / Travesía de las Malloas - PR-GI 2009 / Camino Alotza - PR-GI 2010 / Camino a Enirio - PR-GI 4001 / Vuelta a Pagoeta - PR-GI 4002 / Cruz de Pagoeta |